# Адам Ламбърт
Адам Мичъл Ламбърт (на английски: Adam Mitchel Lambert) е американски певец, композитор и актьор. От 2011 г. е вокалист на „Куийн“.

## Детство
Адам Ламбърт е роден на 29 януари 1982 г. в Индианаполис, Индиана. Син е на Лейла и Ебър Ламбърт и брат на Нийл. Родителите му се местят в Калифорния малко след като се ражда. Малкият Адам бил изключително активно дете, като от 7-годишна възраст участвал в различни училищни футболни и баскетболни отбори, както и театралният кръжок, но това, към което силно се е стремял, било музиката. Талантът му скоро бил забелязан и на 10-годишна възраст участва в първия си мюзикъл, за което училищното настоятелството му назначава вокалния педагог Лин Броулис.
Интересно е запознанството им: Адам току-що завърнал се от училищен мач, където неговият отбор загубил, влязъл в студиото ѝ и казал:
| „ | „Г-жо Броулис, може ли да ви кажа как се чувствам?“ Tя отвърнала „Разбира се, да.“ Tогава Адам взел микрофона и изпял една тъжна английска песен. Гласът му поразил възрастната учителка и тя казала „Момче, ти си роден да станеш звезда!“ | “ |

## Начало на музикалната си кариера
До края на завършването си през 2000 г., Адам спечелва 12 пъти първи и 5 пъти втори места в училищни конкурси за поп и рок музика. След завършването е приет в Калифорнийския щатски университет в град Фулъртън, с успех 5.76, като същевременно участва в грандиозен мюзикъл в Сан Диего, където по-късно се среща с няколко рок-групи, с които впоследствие прави турнета в голяма част от Европа. Прексъсва висшето си образование и на 19-годишна възраст заминава на турне с Anita Mann Productions за десет месеца извън САЩ, преди да се завърне, за да вземе участие в комичната опера заснета в Ориндж Каунти, Калифорния. След това е избран да участва в европейската продукция на Hair и американските театрални продукции Brigadoon, както и 110 in the Shade, преди да участва в постановката The Ten Commandments: The Musical („Десетте Божи Заповеди: Мюзикълът“) редом с Вал Килмър и е един от малкото изпълнители получавали положителна критика за изпълнението си. От 2004 г. редовно взима участие в Upright Cabaret. Междувременно се среща с Малкълм Уелсфорд, помагайки му със звукозаписната му кариера в периода след 2005 г. От декември 2006 до май 2007 г. за кратко е фронтмен на The Citizen Vein. След това участва в продукцията на Бродуей – Wicked.
Скоро след това се запознава с Монти Питмън (китарист, свирил в турнето на Мадона Hard Candy Promo Tour, участвал и в записа на самия ѝ албум Hard Candy), с когото основават и бандата Wicked и правят голямо турне на Бродуей. След приключването му през лятото на 2007 г. Адам участва и във фестивала Burning Man („Горящият човек“) (шоу в пустинята Невада с много огньове и фойерверки, на което присъстват хиляди зрители, а в края на фестивала се изгаря огромна сламена кукла във формата на човек). Малко след това записва и първия си албум, наречен Take One, като лейбъл. Песните са създадени още през 2005 г., но последният запис и завършването на албума приключва на 17 ноември 2009 г.
Самият акустичен албум включва:
- Climb
- December
- Fields
- Did You Need It
- More Than
- Wonderful
- Castle Man
- Hourglass
- Light Falls Away
- First Light
- Want
- Spotlight
- On With The Show

Отделно записва още един албум наречен Beg For Mercy заедно с музикалния си директор Монте Питман и Citizen Vein.

## Участие в „Американски идол“
Ламбърт така и не успява да пусне в продажба албумите си поради ограничени финанси. Това е и една от причините, поради която заминава за Сан Франсиско, за да участва в осмия сезон на Music Idol, въпреки че шеговито казва „Реших да се пробвам след като цяла седмица експериментирах с разни гъби“. Решението да участва за него е трудно, понеже означава да напусне групата си и да прекъсне договора. В крайна сметка решава да се яви пред журито. При първото си прослушване пее Rock With You и Bohemian Rhapsody. Като музикални влияния посочва Queen, David Bowie, Madonna, Michael Jackson, Aerosmith и Led Zeppelin. В MySpace изпълнителят разкрива още, че много би се радвал на дует с Кристина Агилера. „Харесвам гласа ѝ, фен съм ѝ от момента, в който се появи на сцената. Мисля, че бихме си паснали и ще се получи нещо много добро. Освен това бих се радвал да работя и с Риана. Тя е толкова земна, сладка и приятелски настроена.“.
Джексън (един от съдиите) се изказва по случай изпълнението му, „Никога няма да забравя първия път, когато го видях, казах си Еха! Това момче прилича на Робърт Патинсън, Фреди Меркюри... О, Боже Господи ние търсим точно човек като него!... просто там му беше мястото.“.
Адам си прави татуировка на лявата ръка във формата на египетското око на бог Ра, за да го предпазва по време на състезанието. Адам печели огромна част от вотовете според журито. „Никой не беше като него в това състезание, просто нямаш конкуренция. Тази невероятна харизматичност, неговият огромен гласов диапазон и движенията му на сцената взривяваха публиката.“.

### Спекулации
Когато към края на шоуто му се пада да изпее Mad World цялата публика става на крака. Самият създател на шоуто Рики Минър споделя за зрителите на това шоу, „Беше повече от ясно за всички, че Адам е роден за това повече от всеки друг“. Точно когато изглежда, че Адам ще е безспорният победител в интернет излизат снимки на него, на които се вижда как целува своя приятел Дрейк. След тази (доста успешна) атака от страна на конкуренцията вота се обръща, независимо от невероятните му последни концерти с групи като „Kiss“ (които стават най-гледаните клипове в Youtube за деня), и дуета We Are the Champions с бъдещия победител Крис Алън (гласът на Крис бил така слаб пред мощния тембър на Адам, че повечето от публиката си е мислела, че само Адам пее“). При обявяването му за победител самият Крис не могъл да повярва че е спечелил срещу такъв изпълнител и възкликва That's craziness! („Това е лудост!“).
Часове след това Интернет е залян от милиони разгневени писма от фенове, които са гласували за Адам. Самият той е изненадан от реакцията им, но споменава че е дълбоко разочарован от двойния стандарт спрямо него поради различната му сексуална ориентация. Скоро след това той прави голямо интервю в луксозното рокерско списание Rolling Stones, където обстойно разказва за всичко в живота си, казвайки „Не искам хората да съдят за мен само по това че съм гей, има много повече от ориентацията ми. Аз съм певец, изпълнител – защо всички мислят само с кого спя??!“.

## Слава
Седмица след интервюто той, Алисън Ирахета (Също участничка в Music Idol) и Крис правят малко турне в Америка, докато записва първия си албум For Your Entertainment (RCA Records/Вирджиния Рекърдс) за 3 месеца. В процеса на създаване на песните участват Макс Мартин и P!nk (Whataya Want From Me, която превърна в мега хит №1 Hot Singles Sales и Hot Dance Singles Sales на Billboard. Песента оглави класациите в множество държави като Австралия, Швеция, Южна Африка, Нова Зеландия, Дания, Унгария, Чехия, Полша, Аржентина, Финландия, Канада, Германия и Сингапур. Следващият му сингъл „If I Had You“ също беше номер едно в чартовете на Австралия, Нова Зеландия, Хонг Конг, Малайзия, Финландия, Южна Африка, Германия, Канада и др. Част от песните също са записани съвместно с други изпълнители (Лейди ГаГа) и впоследствие се оказва, че Адам може да ги изпее по-добре от оригинала (Fever) като продава от него 10 112 458 копия.
Самото съдържание на албума включва:
- Voodoo
- Down The Rabbit Hole
- Ring Of Fire
- Fever
- Sleepwalker
- Whataya Want From Me (музикално видео)
- Soaked
- Aftermath
- Sure Fire Winners
- Strut
- Music Again
- If I Had You (музикално видео)
- 20th Century Boy

Адам е първият открито хомосексуален поп певец, подписал договор с един от най-известните лейбъли в Америка. Негова е и музиката във филма 2012 излязла под името Time for Miracles. Младият изпълнител печели две награди: The Young Hollywood Award за изпълнител на годината и Teen Choice Award.

## Скандал на Американските музикални награди
На 22 ноември Адам участва в Американските музикални награди и шокира публиката със скандалното си изпълнение (по време на изпълнението опипва един от танцьорите и целува басиста си Томи). Следват много оплаквания от възмутени зрители, на които Адам отвръща „Аз съм изпълнител, а не детегледачка... просто исках да забавлявам хората, а освен това шоуто беше след 23:30, не виждам причина за целия този скандал... Мадона също целуна Бритни Спиърс, така че ако обвините само мен, че се изразявам така, ще сметна това за двоен стандарт... Живеем в 21 век, време е да рискуваме, да бъдем смели, да отворим очите на хората и ако това ги обижда, тогава може би не съм за тях.“.

## Успехът
Въпреки всички спекулации и благодарение на огромния успех на албума си през 2010 г. Адам започва първото си световно турне Glamnation Tour – на 10 юни е първият концерт в Сан Диего и това е началото на едно „бляскаво“ турне с много рок, лазери, светлинни ефекти, „мръсни“ танци и адския рокаджийски глас на Адам, когато стига до Филипините правителството на Малайзия му „забранява да се държи непристойно“ т.е поради силно религиозната си култура малайзииците били не особено щастливи от целувките му с басиста си Томи или особено силно сексуално подчертаните танци с мис Брук (една от танцьорките), въпреки че точно тези сцени, отделно от невероятния му глас, били причината хиляди фенове да се стичат на концертите му.
По време на турнето неговият албум става „златен“ в Швейцария, Австралия, Нова Зеландия, САЩ, Канада и Германия. Адам е обявен за най-сексапилен изпълнител от списание „Билборд“, а за уникалния си стил води в много други класации. Но най-голямото признание за него е новината, че е номиниран за Грами в категорията „Най-добър поп изпълнител“. Споделя в едно интервю как е научил за това, „Бях в хотела в Париж, концерта предната вечер свърши в 3 часа сутринта и в седем още спях, тогава ми се обади мениджърът ми и ми съобщи добрата новина, която ми подейства много по-събуждащо от десетки кафета“.
На 22 март излиза и първият концертен албум на звездата, озаглавен като Glam Nation Live от RCA Records/Вирджиния Рекърдс. Албумът, в пакетно издание от CD & DVD, е записан и филмиран на 31 август 2010 г. в Индианаполис от едноименното турне „Glam Nation Live“, като включва 12 песни, сред които и парчетата Ring of Fire, If I Had You и Грами номинираната Whataya Want From Me, както и бекстейдж кадрите.

## Благотворителни дейности
Изпълнителят е известен и с благотворителната си дейност, като участва в кампании като „Charity: Water“, „The Trevor Project“, „DonorsChoose.org“, при които събира стотици хиляди долари за обзавеждане на нови кабинети по музика и изкуства в Американските училища, както и за построяването на канализация и снабдяване с питейна вода на изключително бедни държави в Северна Африка. Адам Ламбърт е един от артистите, взели участие в благотворителния концерт, провел се в Royal Albert Hall на 7 юни 2012 г. в подкрепа на Rays Of Sunshine Children's Charity – благотворителна организация, подпомагаща лечението на тежко болни деца. Освен това участва и в проекти срещу тормоза над ЛГБТ общността дори известният му сингъл „Aftermath“ е създаден с послание към „Проекта на Тревър“. През август 2011 г. изпълнителят получава награда от „Do Something Awards“ за цялостната си благотворителна дейност с борбата срещу хомофобията. На 3 юни 2012 г. в Киев, Украйна заедно със сър Елтън Джон и „Куийн“, Адам Ламбърт взема участие в благотворителния концерт в подкрепа на борбата с ХИВ/СПИН, организиран от Олена Пинчук и нейната анти-СПИН фондация.

## Нови хоризонти
На 19 декември Адам завършва своето турне и започва работа по втория си албум. На 10 март 2011 г. звездата изпълнява на сцената на „American Idol“ ремикса на едноименния си радио-хит „Aftermath“, а на 30 май същата година участва в престижния фестивал „Maxidrom“ в Русия. На 8 ноември звездата завършва по блестящ начин церемонията по връчването на Европейските музикални награди, като пее в компанията на Браян Мей и Роджър Тейлър от „Queen“.
По-късно, на 3 февруари 2012 г. Ламбърт пуска видеото към Better than „I know myself“ lead-single'a на албума „Trespassing“, който излиза на 15 май същата година. На 29 май излиза и видеото към втория му сингъл „Never Close Our Eyes“. Самият албум има изключително голям успех и още в първата седмица след излизането си е на първо място в класацията за най-продавани албуми „Billboard 200“. През лятото същата година звездата е поканена да бъде фронтмен на „Queen“ в шест съвместни концерта в Русия, Украйна, Полша и Англия.Междувременно Адам е на първо място в класацията „Music's Sexiest Man“. Изпълнителят успява да завърши турнето си с Queen и получава бляскави отзиви от критиката и от самия Браян Мей. Малко след това младият певец се отправя към Осака, Япония, за да се включи в „Sonisphere Festival“ заедно с подобрения състав на бандата си, включващ Томи Джо Ратлиф, Ашли Джеригън, Брайън Лондон, както и новите му беквокали Кейша Рене и Синсели Октавия. На самия фестивал изпълнителят си прави голяма татуировка на ръката с надпис на латински „Musica Delenit Bestiam Feram“ („Музиката успокоява дивия звяр“)

## Личен живот
От март до ноември 2019 г. Ламбърт има връзка с манекена Хави Коста Поло.

## Репутация
Роб Кавало – продуцент: „Той е в състояние да изпее всяка една нота от китарата – от най-ниската до най-високата“
Дейвид Страуд – вокален педагог: „В състояние е да направи екстремни неща с гласа си – такива каквито повечето певци най-вероятно никога няма да бъдат в състояние да направят“.
Според Мийт Лоуф, гласът на Ламбърт е достоен да се нареди в компанията на двата велики гласа – Уитни Хюстън и Арета Франклин.
Брайън Мей – легендарният китарист на „Куийн“, отбеляза, че гласът на Ламбърт има чувствителност, дълбочина, зрялост, страхотен диапазон и сила, от които могат „да падат челюсти“.
Фарел Уилямс – "Това момче има глас като сирена – няма друг, който може да пее в т. нар. диапазон „Стив Уинууд – Питър Сетера“
Любимият цитат на Адам е: „When the power of love overcomes the love of power, the world will know peace“
Запитан в едно интервю кой би искал да го изиграе, ако се режисира биографичен филм за него, Адам отговаря, „Бога ми, ако някога някой реши, че животът ми заслужава да бъде филмиран актьорът, който искам да ме представи, е Леонардо ди Каприо, той е перфектен за тази роля“. – добавя с усмивка изпълнителят.

## Видеография
- Time For Miracles (2009)
- For Your Entertainment (2009)
- Whataya Want From Me (2010)
- If I Had You (2010)
- Better Than I Know Myself (2012)
- Never Close Our Eyes (2012)
- Ghost Town (2015)
- Another Lonely Night (2015)
- Welcome To The Show (2016)

## Дискография
- For Your Entertainment (2009)
- Take One (2009)
- Acoustic Live! (2010)
- Glam Nation Live CD/DVD (2011)
- Trespassing (2012)
- The Original High' (2015)
- Velvet: side A (2019)
- Velvet (2020)

## Турнета
- American Idols LIVE! Tour 2009 (5 юли 2009 – 15 септември 2009)
- The Glam Nation Tour (4 юни 2010 – 16 декември 2010
- We Are Glamily Tour (2013)
- Queen + Adam Lambert Tour (2014 – 2015)
- The Original High Tour (2015 – 2016)
- Queen + Adam Lambert 2016 Summer Fest (2016)

## Филмография
| Година      | Заглавие                       | Роля                      | Бележки                                                      |
| ----------- | ------------------------------ | ------------------------- | ------------------------------------------------------------ |
| 2006        | Десетте Божи Заповеди: Мюзикъл | Джошуа                    | Филмов дебют                                                 |
| 2009 – 2010 | American Idol                  | участник и ментор         | Сезон 8, 2-ро място; Сезон 9, Епизод „Top 9 – Elvis Presley“ |
| 2011        | Project Runway                 | гост-жури                 | Епизод, „Image is Everything“                                |
| 2011        | Majors & Minors                | ментор                    | 2 епизода                                                    |
| 2012        | VH1 Divas                      | гост и изпълнител         | Телевизионен корцерт, на живо                                |
| 2012        | Малки сладки лъжкини           | себе си                   | Епизод, „This Is a Dark Ride“                                |
| 2013 – 2014 | Клуб Веселие                   | Елиът „Старчайлд“ Гилбърт | 5 епизода                                                    |
| 2014        | Драг надпреварата на Рупол     | Гост съдия                | Сезон 6, Премиера                                            |
| 2014        | American Idol                  | ментор                    | Сезон 13, „Boot Camp“                                        |
| 2015        | American Idol                  | Гост съдия                | Сезон 14, Лонг Айлънд-прослушвания                           |
| 2018        | Бохемска рапсодия              | Шофьор на камион          |                                                              |